# Andrzej Ghisi
Andrzej Ghisi (XIII w.) – pierwszy wenecki władca Tinos i Mykonos w latach ok. 1207-1267/1277.

## Życiorys
Andrzej wraz z bratem Jeremiaszem wykorzystał chaos wywołany zdobyciem Konstantynopola przez krzyżowców i zajął wyspy Tinos i Mykonos bez zgody cesarza łacińskiego, który rościł sobie prawa do wszystkich ziem bizantyńskich. Chronologia i sposób podboju obu wysp nie są znane. Obaj bracia opanowali też sąsiednie wyspy. Andrzej złożył po jakimś czasie hołd cesarzowi łacińskiemu. Był też w sporze z Wenecją w wyniku walki o wyspę Andros, którą opanował Marin Dandolo. W czasie swoich rządów ukształtował system, w którym miejscowa ludność grecka zachowywała swoje dotychczasowe przywileje i organizację społeczną w zamian za wierność wobec nowych władców. Miał sześciu synów, jego następcą był Bartłomiej I Ghisi.